# Фронтасије, Северин, Северијан и Силан
Свети мученици Фронтасије, Северин, Северијан и Силан су хришћански светитељи. Мучени су за време владавине цара Клаудија, у Галији. У хришћанској традицији помиње се да су, када су им главе одсечене, они устали, узели своје главе у руке, прешли преко реке Ил, и дошли до цркве свете Богородице, у којој се Богу молио епископ Фронтон. Ушавши у цркву, ставили су своје главе пред ноге епископове, а они су легли и прекрстили руке на груди. Сахрањени су у тој црки. Хришћани верују да се при њиховој сахрани чуло певање невидљивих војски анђелских.
Српска православна црква слави их 4. јуна по црквеном, а 17. јуна по грегоријанском календару.